# Katherine Boo
Katherine J. Boo (Washington, 12 agosto 1964) è una giornalista statunitense.

## Biografia
Dopo una breve carriera al Washington city paper, lavorò dal 1993 al 2003 al The Washington Post. Nel 2000 vinse il Premio Pulitzer per una serie di articoli dedicati al disagio dei malati mentali nei centri d'accoglienza.
Dal 2003 lavora per il The New Yorker.